# Djeraganska språk
De djeraganska språken utgör en liten språkfamilj av australiska språk som talas i norra Australien.
Språkfamiljen innehåller tre språk: gadjerawang, kitja och miriwung.
Det numera utdöda språket doolboong kan ha varit ett djeraganskt språk.
Ett alternativt namn för de djeraganska språken är jarrakanska språk.